# Chartreuse d'Évora
Pour les articles homonymes, voir Chartreuse Notre-Dame (homonymie).
Ne doit pas être confondu avec Chartreuse de Scala Dei.
La chartreuse Sancta Mariae Scalæ Cœli, en français « Escalier du Ciel  », est un monastère de moines Chartreux, situé à côté de l'aqueduc de l'Agua de Prata, à Évora au Portugal. C'est la première chartreuse construite au Portugal.

## Histoire
Cette chartreuse est fondée sous le titre de Sancta Mariae Scalæ Cœli en 1587 par Teotonio de Bragance (pt), archevêque d’Évora. Une communauté s’installe la même année dans l’ancien palais royal. Des moines viennent de la Chartreuse de Scala Dei. Commencés en 1593, les bâtiments peuvent être occupés en 1598. 
Le grand cloître et l’église sont élevés de 1615 à 1621. L’invasion espagnole de 1663 cause de graves dommages, réparés seulement en 1694 par un don du roi Pierre II. 
En 1808, la chartreuse est saccagée par les troupes françaises et s’en relève difficilement. La loi du 30 mai 1834, promulguée par Joaquim António de Aguiar, ferme « tous les couvents, monastères, les collèges, les hospices et d'autres maisons des ordres réguliers religieux ». Leurs vaste patrimoine est repris par l'État portugais et intégré dans la Fazenda Nacional (l'échiquier national). L’essentiel des biens d'Évora va à l’hôpital.
Le bâtiment sert d'école d'agriculture jusqu'à la vente, en 1869, à José Maria Eugénio de Almeida , comte de Vilalva.
Le monastère est déclaré monument national en 1910.
Au XXe siècle, le couvent est restauré à l'initiative de l'arrière-petit-fils de José Maria, Vasco Maria Eugénio de Almeida (1913-†1975) qui, en 1960, appelle les chartreux à y habiter de nouveau, avec le consentement de l'archevêque d'Évora, Manuel Trindade Salgueiro. En l'absence d'héritiers directs, il crée, en 1963, la Fondation Eugénio de Almeida (pt), à qui appartient, entre autres biens et propriétés, le patrimoine de  la chartreuse.
En 2012, la chartreuse héberge sept moines espagnols, deux portugais et un américain et accueille en outre un nombre variable de novices.
En 2019, les quatre derniers moines qui vivent dans le monastère déménagent dans une autre chartreuse, en Espagne, Après le départ des moines, le monastère recevra une nouvelle congrégation féminine, les Servantes du Seigneur et de la Vierge de Matara.

## Personnalités liées à Évora

### Recteur
- 1587-1592 : Louis Telm (1548-1598), né à Lérida, docteur in utroque, il prend l’habit à la chartreuse de Scala Dei en 1568, prieur en 1586. À ce titre, il dirige la fondation de la chartreuse d’Évora, où il part recteur en 1587. Sa mauvaise santé lui fait obtenir sa déposition en 1592, mais en 1594 il est envoyé à Lisbonne pour y diriger la nouvelle fondation. Chargé de visiter les chartreuses d’Andalousie, il meurt à Cazalla au cours de cette mission le 15 août 1598.

### Prieurs
Le prieur est le supérieur d'une chartreuse, élu par ses comprofès ou désigné par les supérieurs majeurs.
- 1621-1625 : Basile de Faria-Severino (1559-†1625), né à Lisbonne de famille noble, il est d’abord chanoine et grand chantre de la Cathédrale d'Évora. Vicaire capitulaire à la mort de l'archevêque Teutonio de Bragance, il refuse l’épiscopat et entre à la chartreuse d’Évora. Il est prieur de celle de Lisbonne, puis d’Évora en 1621 et meurt en charge le 8 avril 1625.

- 1634-1645 : Bernard Gort, né à Barcelone, fils d’un secrétaire de Philippe II, docteur en droit, il fait profession à la chartreuse de Scala Dei en 1601. En 1605, il est envoyé premier procureur de la nouvelle fondation de Lisbonne. Il en devient prieur, puis à Évora en 1634. Il meurt en charge le 15 mai 1645.

### Autres
- Pablo María Moore, Thomas Verner Moore (1877-1969), né à Louisville (Kentucky). Après ses études, il entre chez les Paulistes. Docteur en médecine à l’université de Baltimore et professeur à l’université catholique de Washington, en septembre 1923, il entre chez les bénédictins. En 1947, il entre au noviciat de la chartreuse de Miraflorès et il y fait profession en 1949. De 1950 à 1960, il participe à la fondation de la Chartreuse de la Transfiguration, puis à la restauration d’Évora.

- Michel Guedes de Sousa, Sérgio Augusto Barros Guedes de Sousa (1897-1985), né à Lisbonne dans une famille fortunée. Il étudie la peinture à l’École Nationale des Beaux Arts à Lisbonne, mais est aussi poète et musicien. Le 8 septembre 1925, il prend l’habit de donné à Miraflores, fait sa donation le 8 septembre 1926 et ses vœux solennels de convers le 8 septembre 1935. Il est couturier et portier. En 1949, il partit pour Xérès, nouvellement rouverte et y est couturier, tout en travaillant la peinture. En septembre 1960, il est l'un des fondateurs de la maison d’Évora, nouvellement rouverte, où il travaille surtout la peinture.

## Bibliothèque

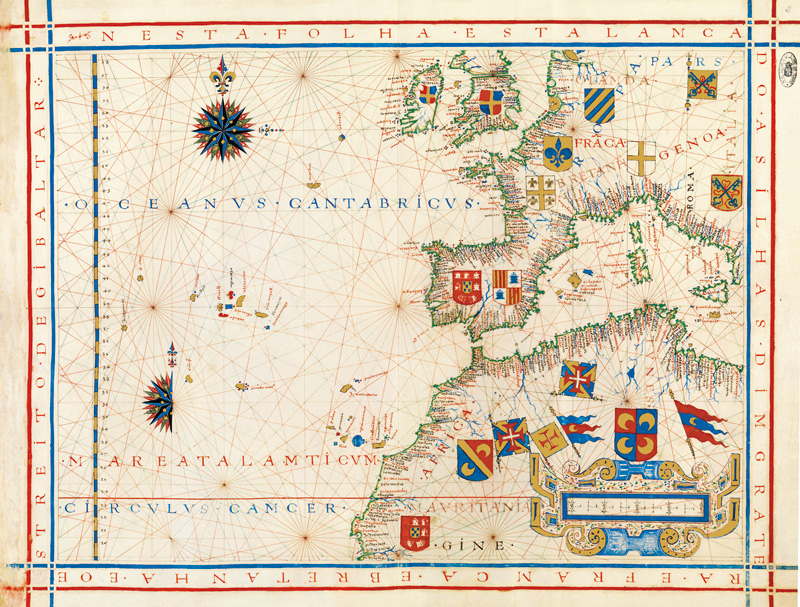
Atlas de Fernao Vaz Dourado

Les chartreux d'Évora avaient une bibliothèque qui contenait de précieux documents. Entre autres un atlas universel manuscrit, ayant appartenu au fondateur, l'archevêque Teotonio de Bragance; contenant un grand nombre de cartes, atlas dressé et richement orné par  le cosmographe portugais, Fernão Vaz Dourado (en), en 1572,, qui peut être vu comme une preuve que, avant Colomb, les Portugais avaient déjà certaine connaissance de l'Amérique.
La précieuse collection d'Évora a été versée à l'Institut des archives nationales de Lisbonne au moment de la suppression des ordres religieux en 1834.